# Elektrická jednotka 253
Série 253 (253系 japonsky) je stejnosměrná elektrická jednotka provozovaná železniční společností Východojaponská železniční společnost (dále jen JR East) a společností Nagano Electric Railway. Jednotky byly vyráběny od roku 1990 pro JR East na trať mezi Tokiem či jiným okolním městem v okolí Tokia a 57 km vzdáleným letištěm Narita, kde byly nasazovány pod jménem „Narita Express“. Také nahradily starší typy série 189 a série 485.
Díky konkurenčnímu boji se společností Keisei Electric Railway o trať na letiště Narita byly nahrazeny novým typem E259 mezi roky 2009 a 2010.

## Varianty

### 1. série
21 3-vozových jednotek bylo vyrobeno v roce 1990 a uvedeno do provozu v roce 1991. Byly dodány ve složení KuRo 253 (čelní vůz, 1. třída), MoHa 253 (vložený vůz) a KuMoHa 253 (čelní vůz). Tyto jednotky mohly být spojovány do 6-vozových vlaků (=2 spojené jednotky).

### 2. až 4. série
Mezi léty 1992 a 1996 bylo vyrobeno 36 vozů, nově mohly být spojovány až do 12-vozových jednotek. Byl vylepšen i interiér.

### 5. série
V roce 2002 byly dodány 2 6-vozové jednotky 253-200, označeny jako Ne201 a Ne202 od Tokyu Car Corporation v očekávání zvýšené přepravní poptávky z letiště Narita v době konání 2002 FIFA World Cup. Byl také změněn interiér, v 1. třídě došlo k uspořádání sedadel do systému 2+1.

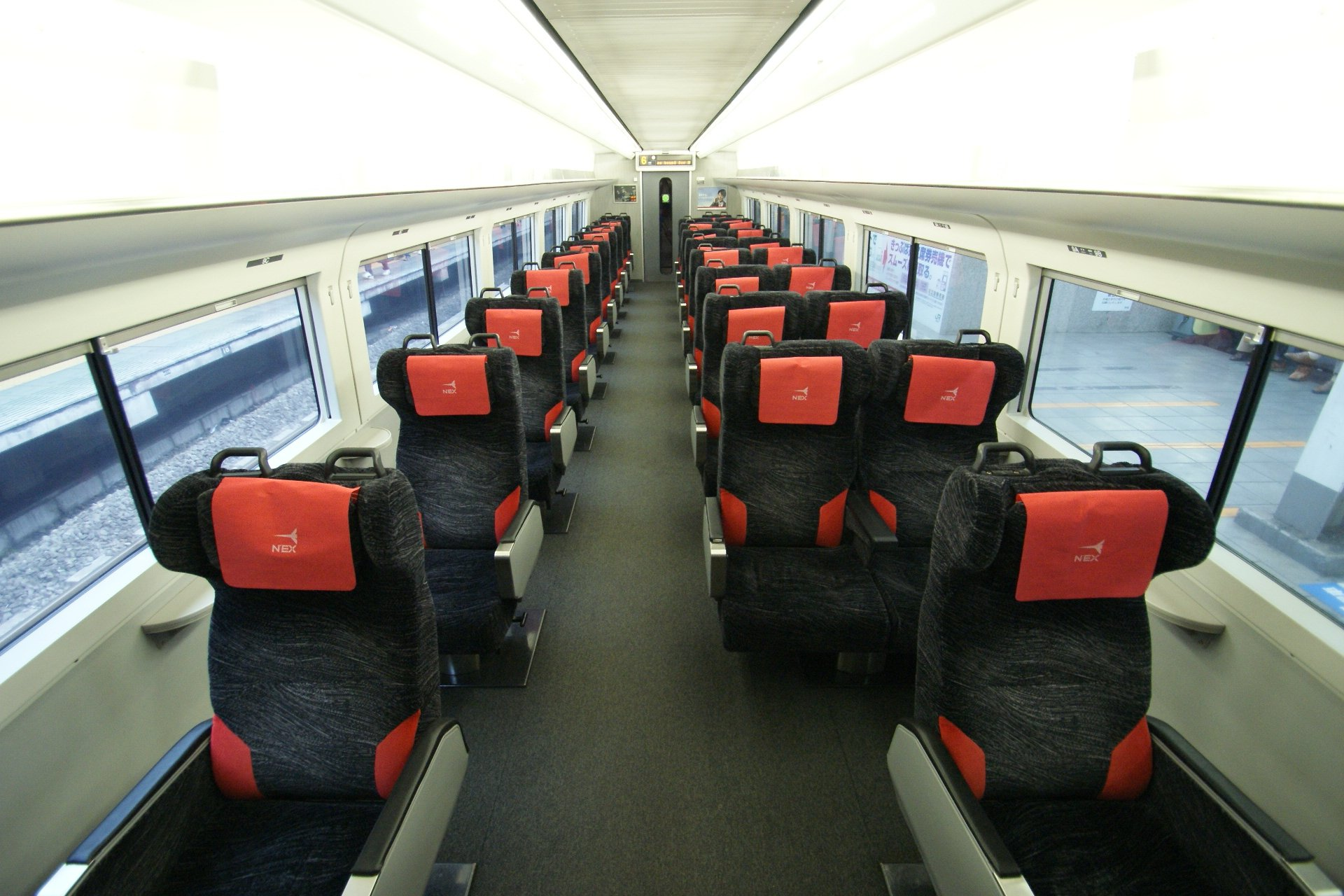
Interiér v 1. třídě

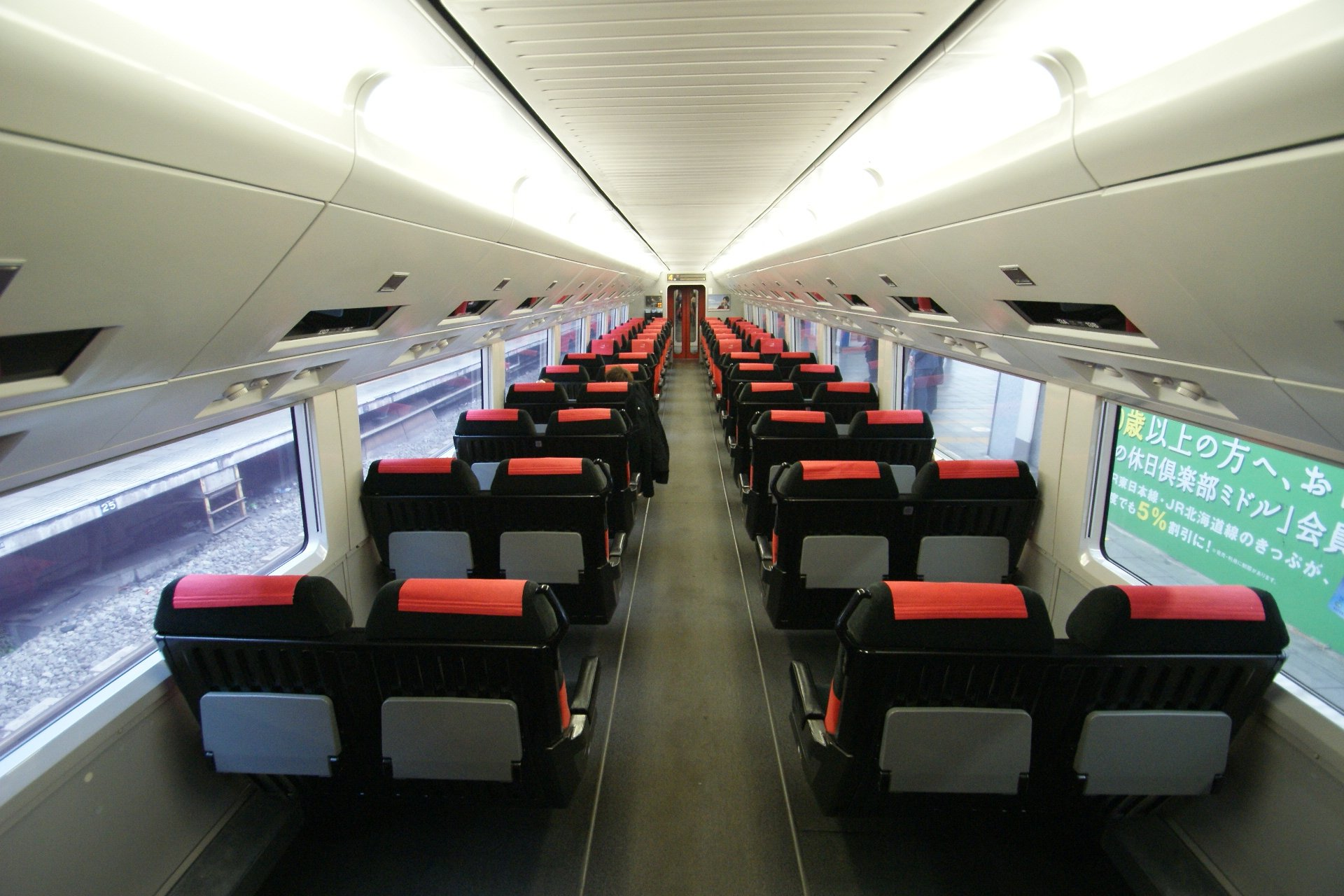
Interiér ve 2. třídě

## Složení jednotek
Pantografy se nacházejí na každém voze označeném MoHa 253.

### 6-vozové jednotky Ne01-Ne11
| Č. vozu   | 1              | 2                | 3        | 4                | 5                | 6        |
| --------- | -------------- | ---------------- | -------- | ---------------- | ---------------- | -------- |
| Označení  | Mc'            | M                | T        | M'               | M1               | Tsc      |
| Typ vozu  | Motorový čelní | Motorový vložený | Vložený  | Motorový vložený | Motorový vložený | Řídící   |
| Číslování | KuMoHa 252     | MoHa 253         | SaHa 253 | MoHa 252         | MoHa 253-100     | KuRo 253 |

### 6-vozová jednotka Ne101
| Č. vozu   | 1              | 2                | 3        | 4                | 5                | 6            |
| --------- | -------------- | ---------------- | -------- | ---------------- | ---------------- | ------------ |
| Označení  | Mc'            | M                | T        | M'               | M1               | Tsc          |
| Typ vozu  | Motorový čelní | Motorový vložený | Vložený  | Motorový vložený | Motorový vložený | Řídící       |
| Číslování | KuMoHa 252     | MoHa 253         | SaHa 253 | MoHa 252         | MoHa 253-100     | KuRo 253-100 |

### 6-vozové jednotky Ne201-Ne202
| Č. vozu   | 1              | 2                | 3            | 4                | 5                | 6            |
| --------- | -------------- | ---------------- | ------------ | ---------------- | ---------------- | ------------ |
| Označení  | Mc'            | M                | T            | M'               | M1               | Tsc          |
| Typ vozu  | Motorový čelní | Motorový vložený | Vložený      | Motorový vložený | Motorový vložený | Řídící       |
| Číslování | KuMoHa 252-200 | MoHa 253-200     | SaHa 253-200 | MoHa 252-200     | MoHa 253-300     | KuRo 253-200 |

### 3-vozové jednotky Ne102-Ne110
| Č. vozu   | 1              | 2                | 3          |
| --------- | -------------- | ---------------- | ---------- |
| Označení  | Mc'            | M                | TsRc       |
| Typ vozu  | Motorový čelní | Motorový vložený | Řídící     |
| Číslování | KuMoHa 252     | MoHa 253         | KuRoHa 253 |

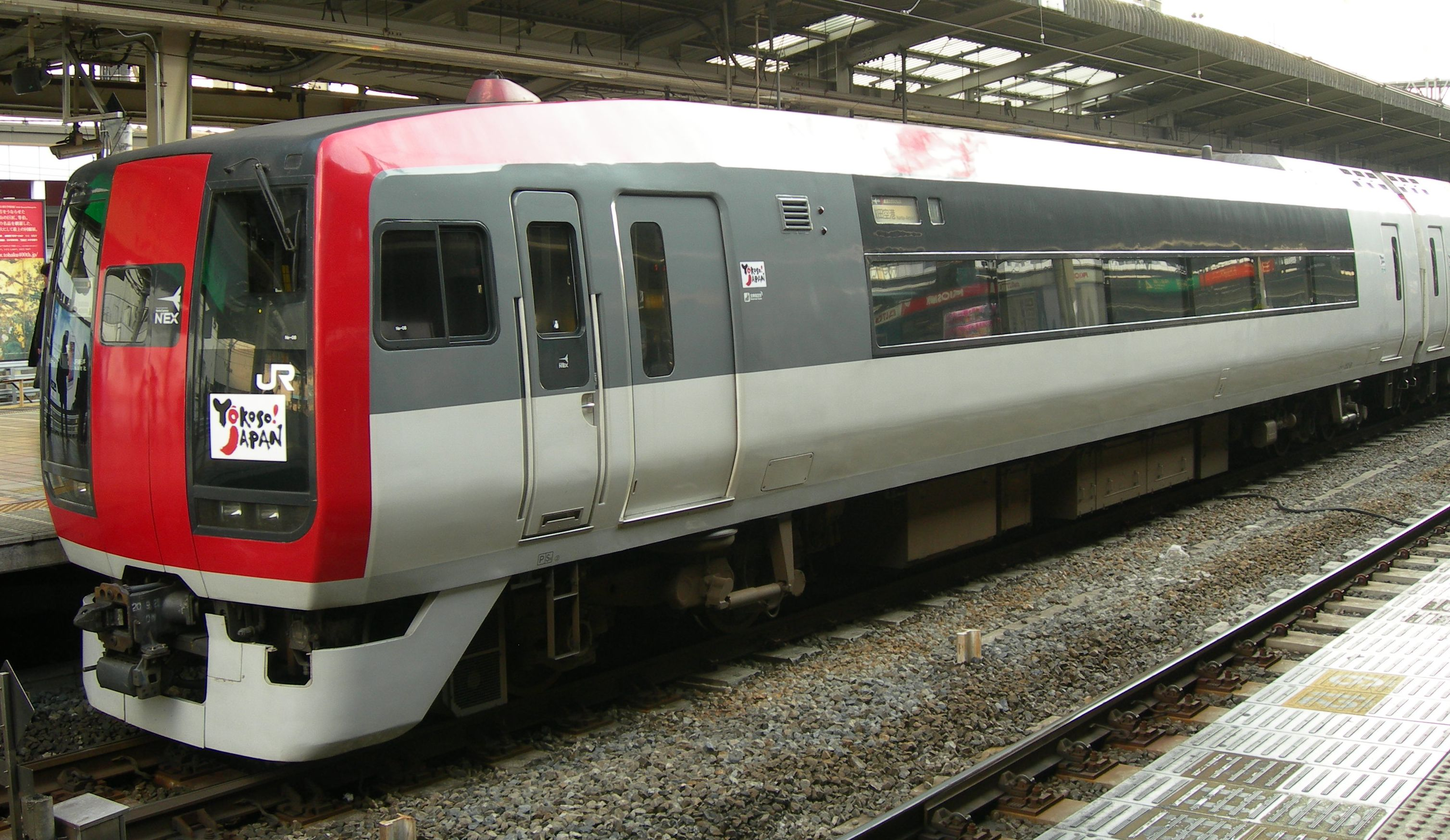
KuMoHa 252
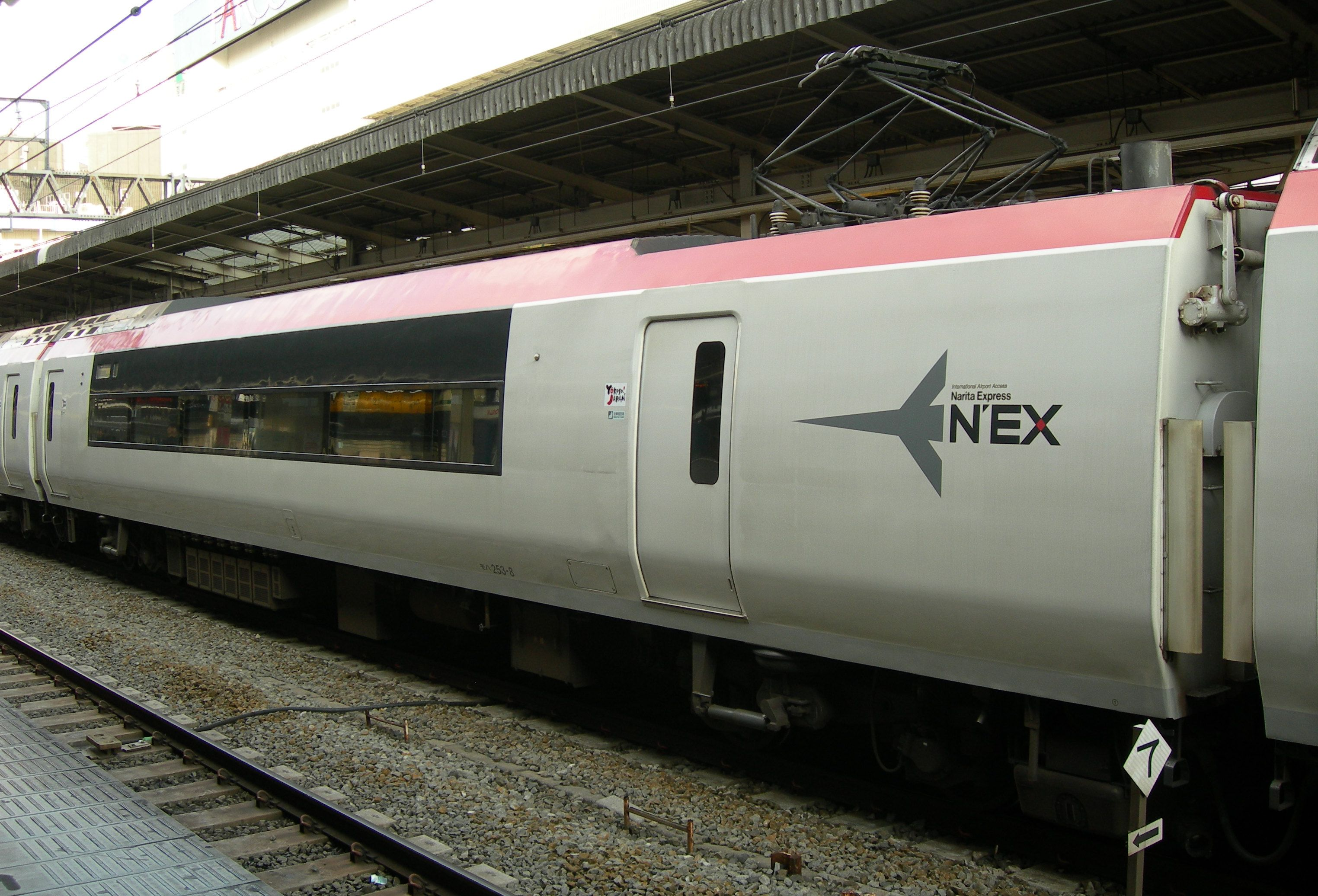
MoHa 253
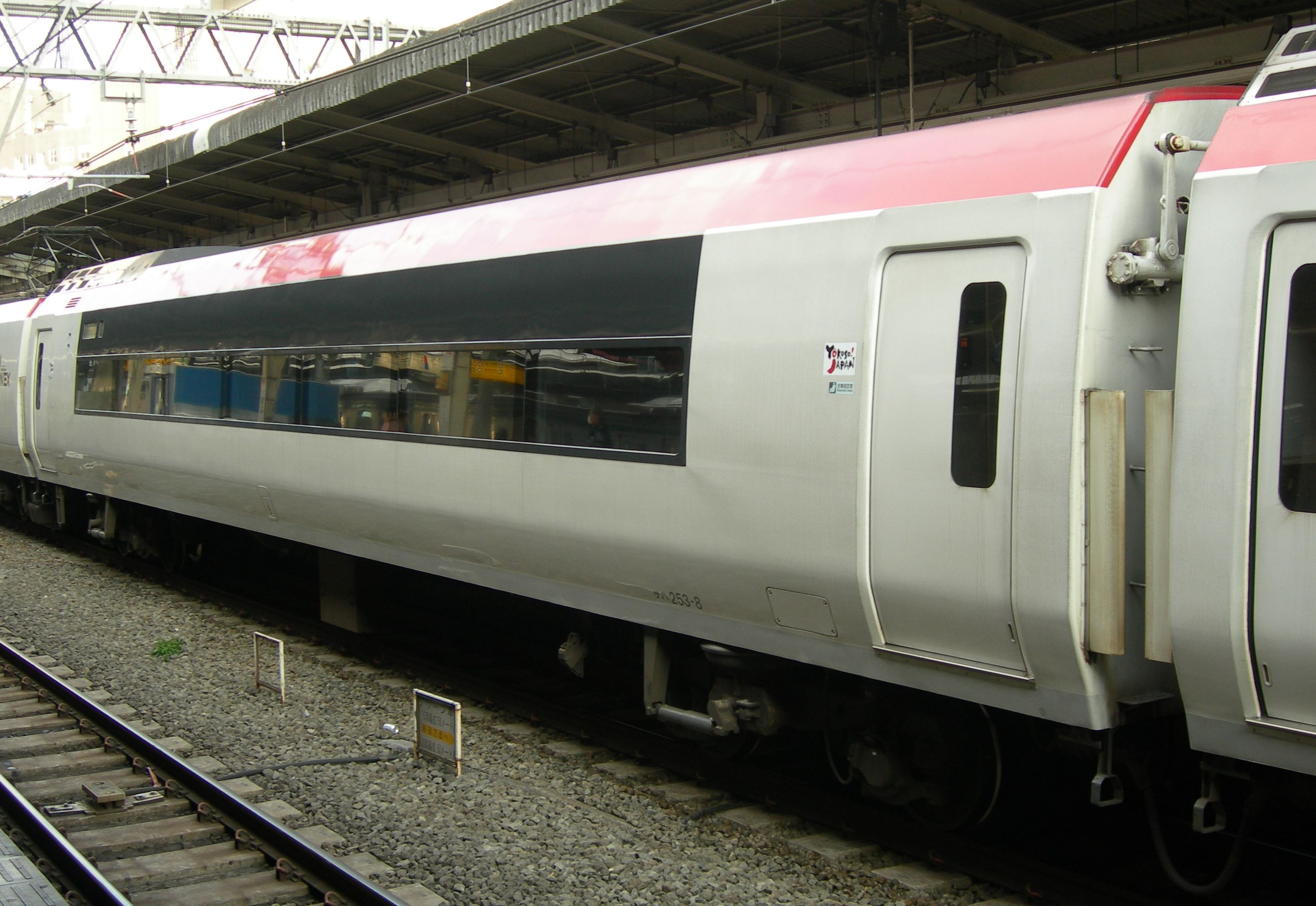
SaHa 253
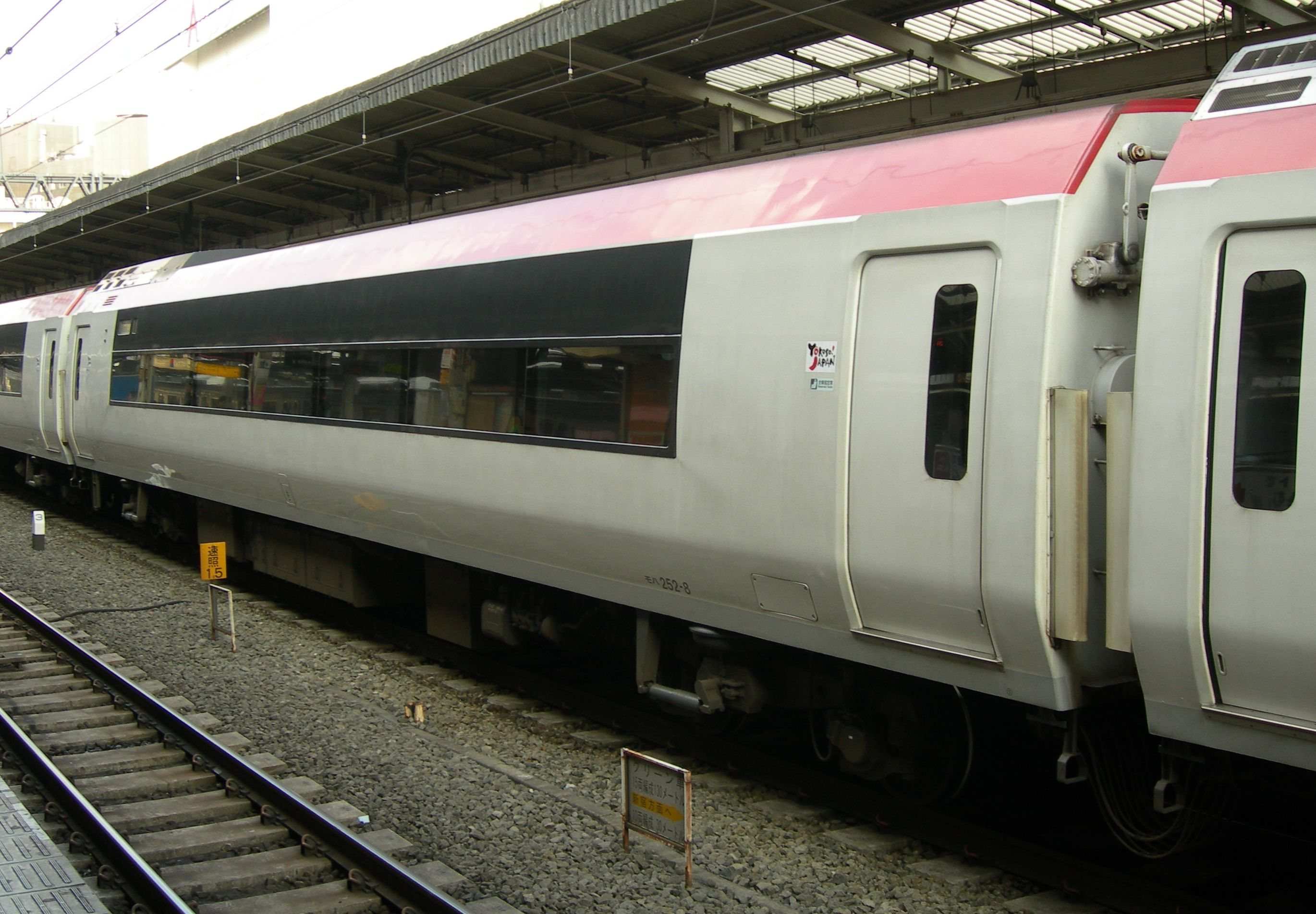
MoHa 252
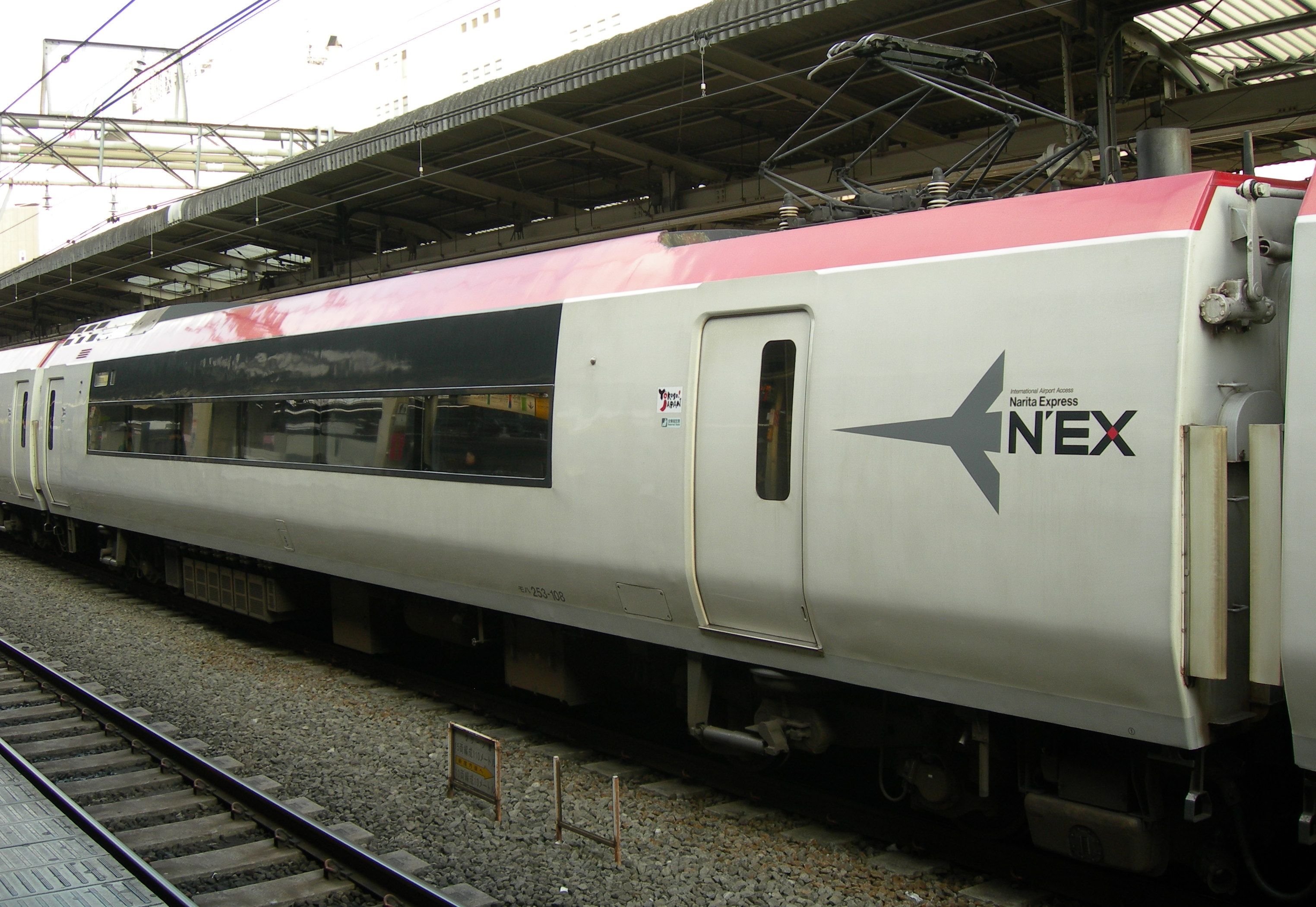
MoHa 253-100
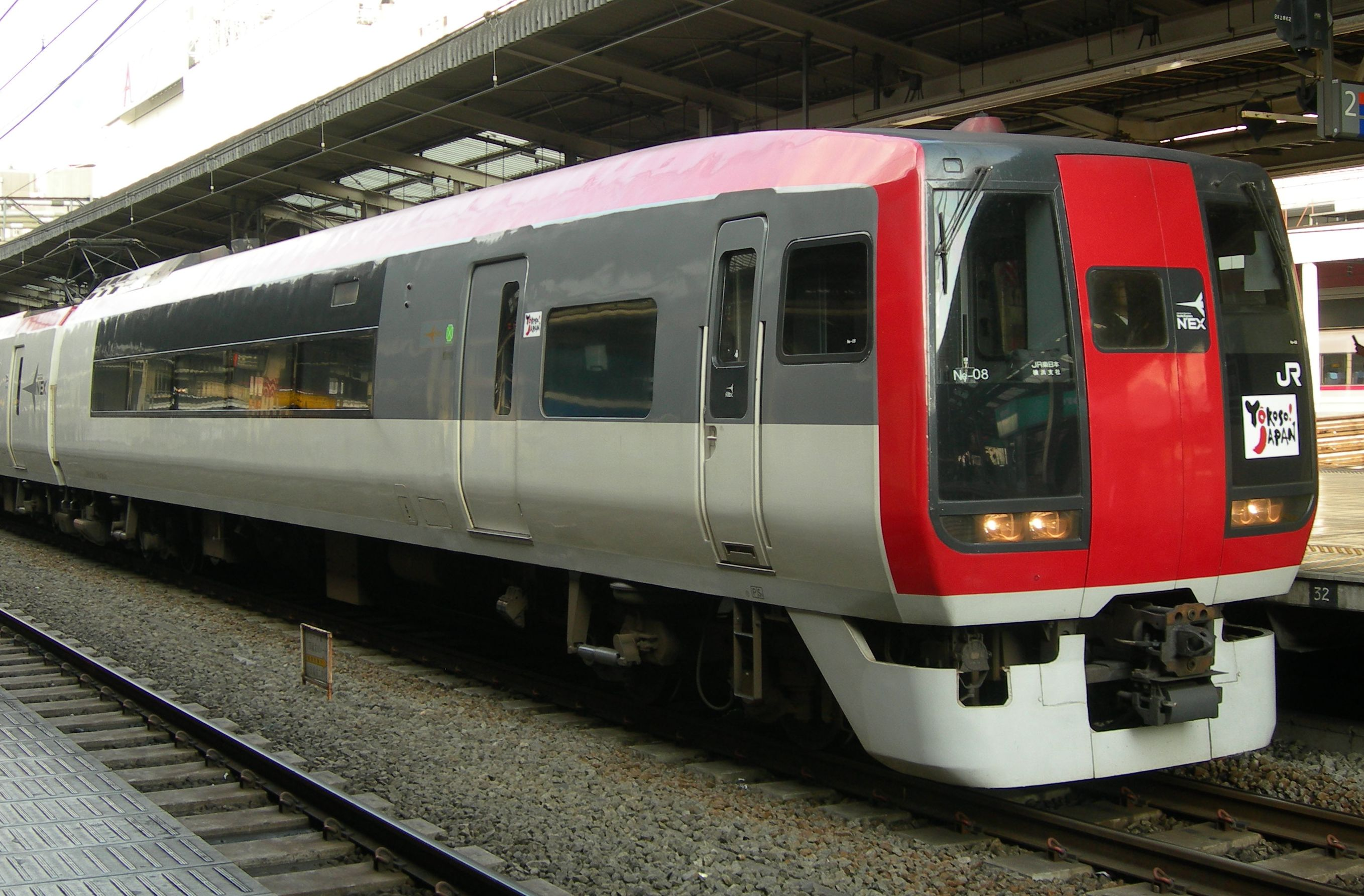
KuRo 253

## Současný provoz

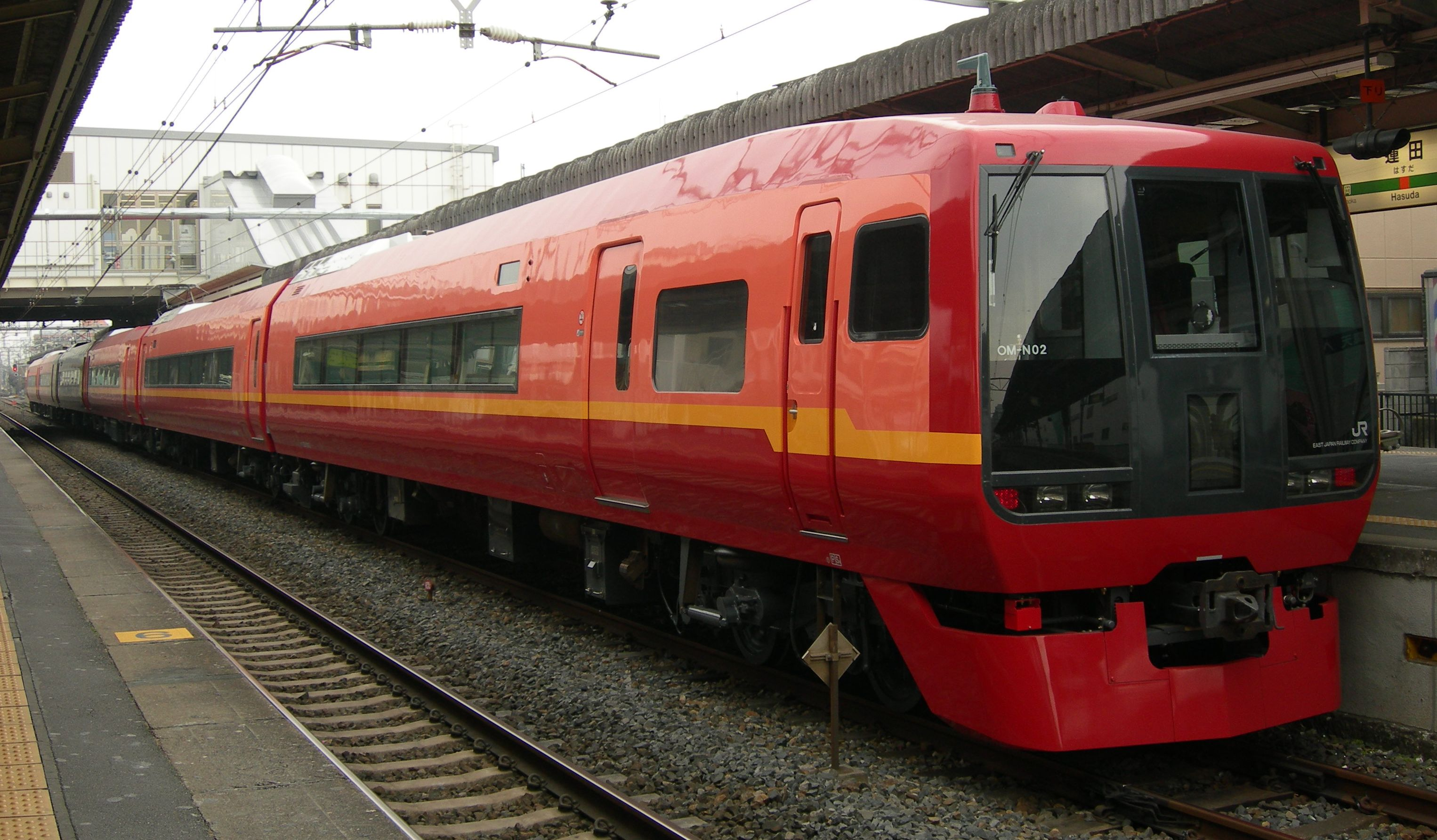
253-1000 OM-N2 při testovací jízdě, Únor 2011

Jednotky byly stahovány z provozu na Narita Expressech od října 2009, poslední zde dojezdila v červnu 2010. Většina jednotek byla poté sešrotována. Výjimkou se staly 4 jednotky, uvedené níže.

### Série 253-1000
Nejnovější 6-vozové jednotky Ne201 a Ne202 byly kompletně rekonstruovány v JR East's Omiya Works a Tokyu Car Corporation's Yokohama factory na sérii 253-1000. Od června 2011 jsou provozovány na trati mezi Tokiem a Nikkem v prefektuře Točigi společností JR East, kde nahradily starší typy série 189 a 485. Jednotky dostaly označení OM-N1 a OM-N2.

### Série 2100

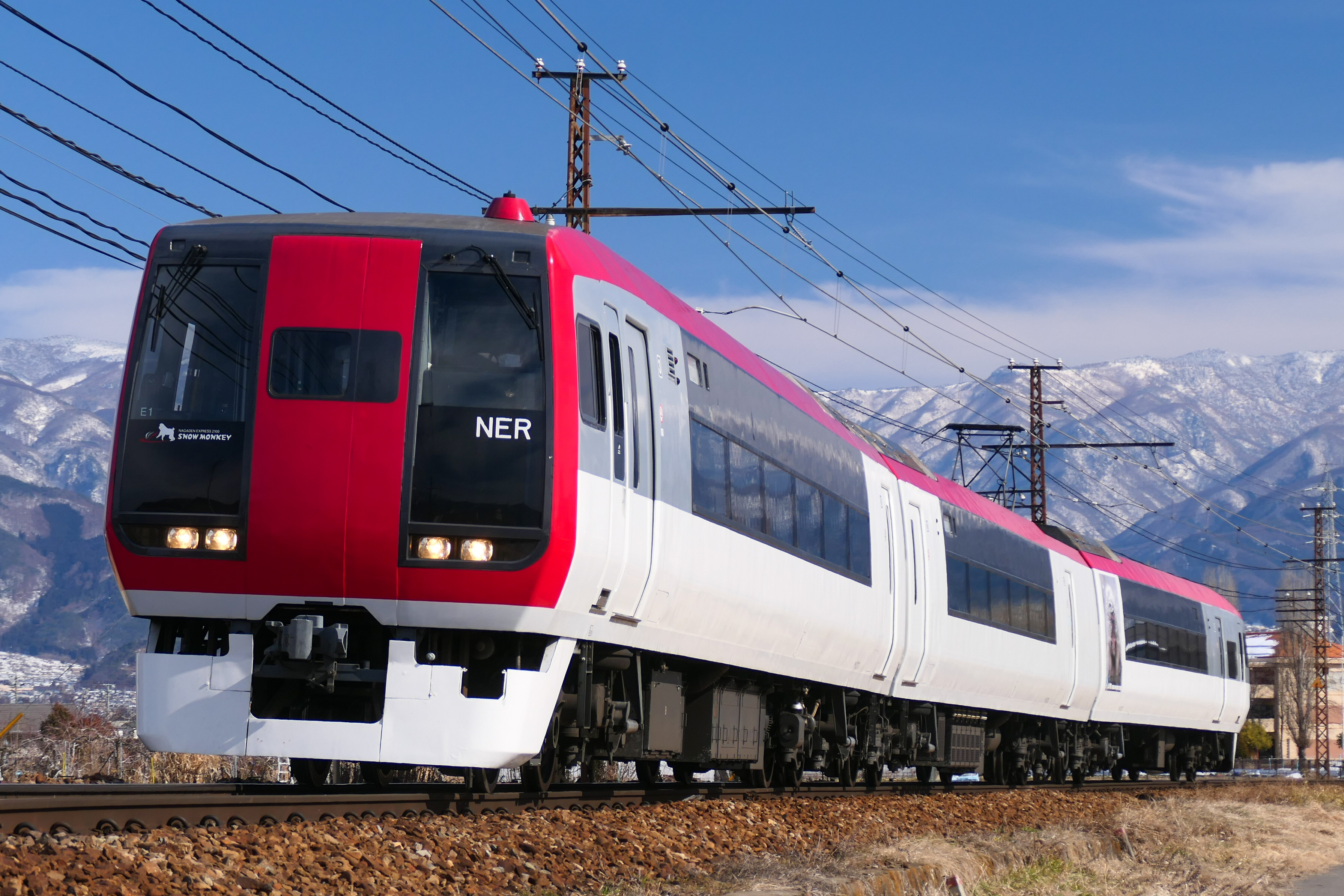
Jednotka série 2100 Nagano Electric Railway, Únor 2022

2 3-vozové jednotky Ne107 a Ne108 byly odprodány Nagano Electric Railway na Snow Monkey expresy. Zde byly přeznačeny na sérii 2100 a uvedeny do provozu od února 2011.